# Nyctiprogne
Nyctiprogne es un género de aves caprimulgiformes perteneciente a la familia Caprimulgidae. Sus especies se distribuyen por América del Sur.

## Especies
Tiene descritas dos especies:
- Nyctiprogne leucopyga - añapero colibandeado (Amazonía);
- Nyctiprogne vielliardi - añapero de Bahía (este de Brasil).